# Mabel Lozano
Mabel Lozano (Villaluenga de la Sagra, Toledo, 28 de desembre de 1967) és escriptora, model, directora i actriu de cinema i televisió espanyola.

## Biografia
La toledana Mabel Lozano va cridar l'atenció des de jove pel seu físic (1,80 m), estètica (cabells curts) i per les seves aficions (jugar al futbol) pel que rebia el sobrenom de "la machirulo" o "chicote". Quan va anar a estudiar a Madrid va entrar en contacte amb el món de les passarel·les de moda, motiu pel qual va estar vivint al Japó, París i Milà. Al seu retorn va aconseguir la popularitat quan va començar a treballar en mitjans televisius. El 19 d'abril de 2020 va comunicar en el seu compte d'Instagram que pateix càncer de mama, diagnosticat al març.

## Trajectòria professional
Va ser la presentadora de l'espai de TVE Noche de Fiesta l'any 1999, al costat de Miguel Ángel Tobías, fins a la seva substitució en 2000 per Juncal Rivero.
Així mateix, va començar a presentar els especials de TVE de Nit de cap d'any substituint a Norma Duval en 1999 fins al 2003. Va compartir labors de presentació amb Ramón García, Juncal Rivero, María José Suárez, Nuria Roca, Andoni Ferreño i Juan y Medio.
És sòcia de l'Associació de dones cineastes i de mitjans audiovisuals (CIMA).

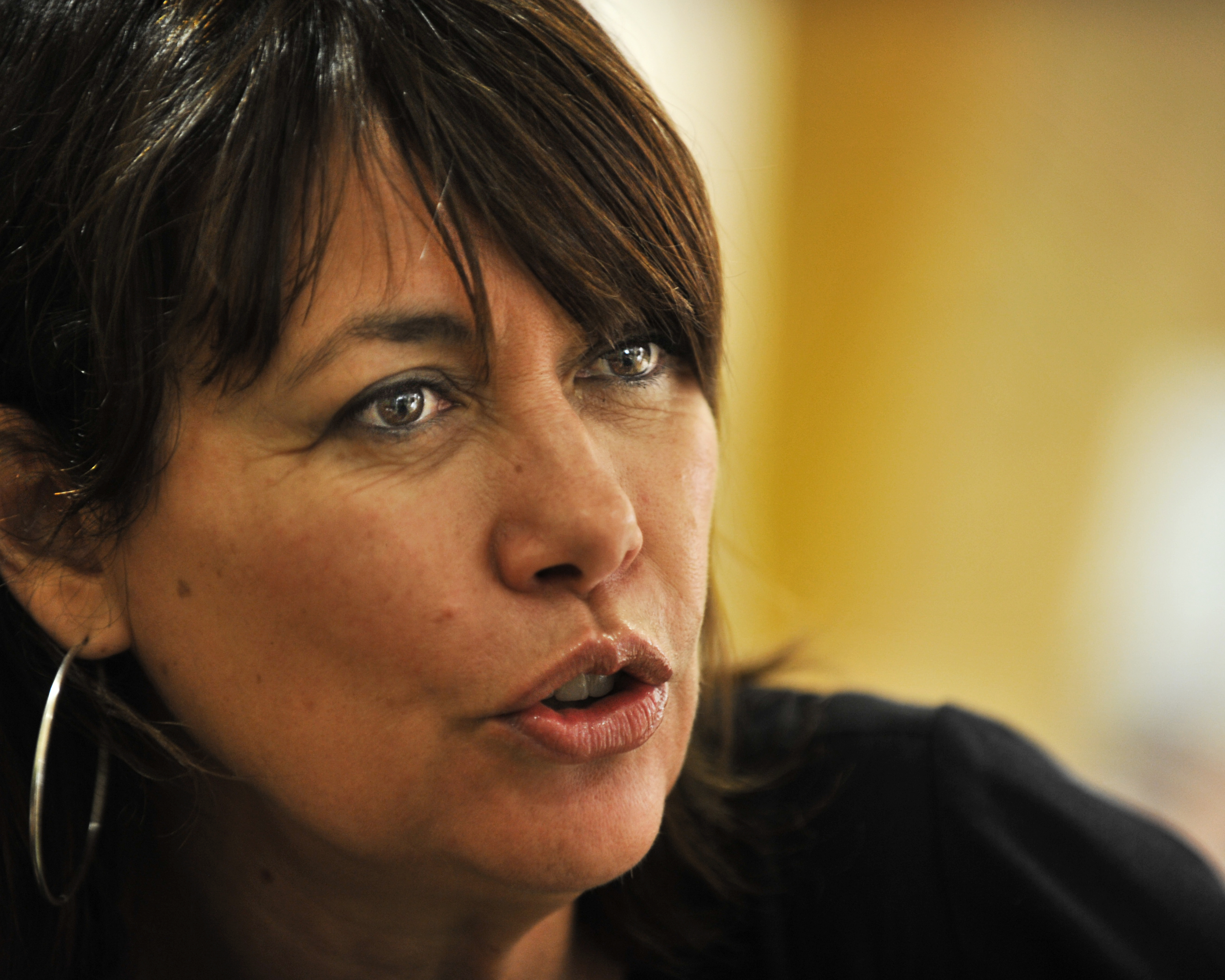
Entrevistada per Esperanza Calzado a la Universitat de Jaén (8-11-2013)

En 2007 dona un cop de timó a la seva trajectòria després de passar per la universitat per a estudiar cinema i realitzar un màster de cinema social i drets humans en la Universitat de Galway, començant una carrera com a documentalista pels drets humans, escrivint i dirigint el seu primer llargmetratge documental Voces contra la trata de mujeres, rodat a Romania, Moldàvia i Espanya, on denúncia la compra-venda de dones i nenes, amb finalitats d'explotació sexual. Voces contra la trata de mujeres ha estat utilitzat per a la formació de les forces i cossos de seguretat de l'Estat i la Fiscalia.
Des de llavors, a més de curts i espots, ha elaborat altres llargmetratges documentals: La Teoría del espiralismo 2009, protagoniztat per cinc esportistes paralímpiques; Las sabias de la tribu 2010, com a homenatge a les generacions de dones de la postguerra que van lluitar pels seus drets; Mare 2012, documental sobre la maternitat del segle xxi.
En 2014 va estrenar el curt Las mujeres que triunfan en el que parla sobre l'èxit de les dones de més de 45 anys.
El 2015 estrena el documental Chicas nuevas 24 horas, sobre el tràfic i explotació sexual de dones; és una coproducció entre l'Argentina, Colòmbia, Paraguai, el Perú i Espanya que va ser candidata al Goya i als Premis Platino del Cinema Iberoamericà.
El 2017 va publicar "El proxeneta" la història real en primera persona d'un tractant de dones a través de la qual repassa l'evolució de la prostitució i tracta a Espanya des de la dècada dels 80.

### Premis i reconeixements
- 2009 Premi del Festival de Màlaga o la Creu al Mèrit de la Policia Nacional.[11]
- 2013 va rebre el VI Premi Participando Creamos espacios de Igualdad en la categoria d'Art i Cultura, atorgat pel Consell de les Dones del municipi de Madrid.[12]
- 2015 premi Avanzadoras d'Intermón Oxfam[13][14]
- 2016 Premi Amnistia Internacional ABCyCine,[15] Premi Latino de Oro[16] i Premi al personatge Més Solidari.[17]
- 2016 Premi Bones Pràctiques de Comunicació no Sexista de l'Associació de Dones Periodistes de Catalunya, per la sensibilització en documentals contra tot tipus d’explotació sexual i a favor dels drets humans.[18]
- 2017 Ciutadana d'Honor per l'Ajuntament de Toledo.[19]
- 2018 Premi Rodolfo Walsh a la Millor Obra Policíaca de No Ficció de 2017 escrita en espanyol per la seva obra El proxeneta, que narra la vida de l'amo d'un dels grans prostíbuls d'Espanya.[20][21]
- 2018 va rebre el premi Millor Guió Activista 2018, en la XXI Edició dels Premis Dones Progressistes 2018 atorgats per la Federación de Mujeres Progresistas.[22]
- 2021 va rebre el Goya 2021 al Millor Curtmetratge Documental pel film Biografia del cadáver de una mujer.[23]

## Filmografia

### Cinema
| Any  | Pel·lícula                 | Director                |
| ---- | -------------------------- | ----------------------- |
| 2004 | Tiovivo c. 1950            | José Luis Garci         |
| 2002 | Navidad en el Nilo         | Neri Parenti            |
| 2001 | Corazón de bombón          | Álvaro Sáenz de Heredia |
| 1999 | París-Tombuctú             | Luis García Berlanga    |
| 1999 | ¡Mamá, preséntame a papá!  | Charlotte de Turckheim  |
| 1998 | Una pareja perfecta        | Francesc Betriu         |
| 1998 | Grandes ocasiones          | Felipe Vega             |
| 1997 | Al límite                  | Eduardo Campoy          |
| 1995 | Dile a Laura que la quiero | José Miguel Juárez      |
| 1992 | Vivir por nada             | Javier Sacristán        |

## Televisió
| Any       | Sèrie                         | Personatge |
| --------- | ----------------------------- | ---------- |
| 2005      | Lobos                         | Paloma     |
| 2004      | La sopa boba                  | Patricia   |
| 2003      | Código fuego                  | Marga      |
| 2000-2001 | La ley y la vida              | Camino     |
| 1996-2000 | La casa de los líos           | Mari Luz   |
| 1994      | Vecinos                       |            |
| 1993-1996 | Los ladrones van a la oficina | Reme       |

## Programes
| Any                                                   | Sèrie                   | Personatge            |
| ----------------------------------------------------- | ----------------------- | --------------------- |
| 2011-                                                 | El ojo del tigre        | Col·laboradora        |
| 2011-                                                 | TDT : Te damos la tarde | Col·laboradora        |
| 2007-2011                                             | Noche sensacional       | Presentadora          |
| 2003, 2004, 2006, 2007 ,2008, 2009, 2010, 2011 i 2013 | Pasapalabra             | Ajudant de concursant |
| 1998, 2001 i 2006                                     | Furor                   | Concursant            |
| 2002                                                  | Con la primera al 2003  | Presentadora          |
| 2001                                                  | Con la primera al 2002  | Presentadora          |
| 2000                                                  | Con la primera al 2001  | Presentadora          |
| 2000                                                  | Humor se escribe con H  | Co-presentadora       |
| 1999 i 2000                                           | Telepasión española     | Col·laboradora        |
| 1999                                                  | Con la primera al 2000  | Presentadora          |
| 1999                                                  | Noche de fiesta         | Presentadora          |
| 1997                                                  | Navidades en serie      | Presentadora          |
| 1996 i 1997                                           | Grand Prix              | Madrina               |
| 1991-1992                                             | La ruleta de la fortuna | Presentadora          |